# Petrus Johannes Houtzagers

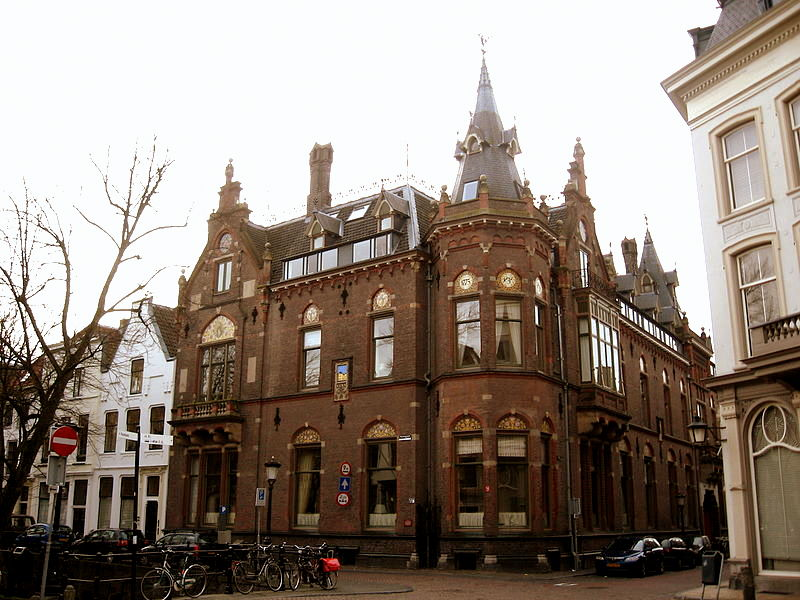
Sociëteit "Sic Semper" (1890) op de hoek Trans-Nieuwegracht

Petrus Johannes Houtzagers (Utrecht, 13 april 1857 - Loenen aan de Vecht, 21 januari 1944) was een Nederlands architect.

## Biografie
Houtzagers werd geboren in Utrecht. Na zijn lagere school volgde hij enkele lessen in het hand- en constructietekenen. Hij zette zijn studie vervolgens voort aan de Poly-technische School te Delft. Na zijn afstuderen was hij korte tijd opzichter. Zo was hij in 1880 'buitengewoon opzichter' bij de restauratie van het Buitenhof. In 1882 vestigde hij zich in Utrecht als architect. Hij was hier ook 37 jaar lang directeur van Het Utrechtsch Museum van Kunstnijverheid en de daaraan verbonden school, waar hij tevens doceerde. Enkele bekende leerlingen van hem zijn Gerrit Rietveld en Jan van der Lip. In 1919 verhuisde Houtzagers naar De Bilt. In 1928 nam hij zijn intrek in de buitenplaats 'Vegtlust' in Loenen aan de Vecht, waar hij in 1944 overleed. 

## Chronologische lijst van uitgevoerde werken.
'R' en 'G' betekenen respectievelijk 'rijksmonument' en 'gemeentelijk monument'. Een lijst van rijksmonumenten en meer informatie over Houtzagers is te vinden op de website van Cultureel Erfgoed.
- 1882 Zeist: villa De Roode Wingerd, Slotlaan 30
- 1882 Den Bommel (Goeree-Overflakkee): gemeenteschool met onderwijzerswoning
- 1883 Middelharnis (Goeree-Overflakkee): twee gemeentescholen (jongens en meisjes apart) met onderwijzerswoningen in één gebouw.
- 1884 Utrecht, Wittevrouwenkade 6: verbouwing tot Museum voor Kunstnijverheid (R)
- 1885 Zeist: badhuis aan Badhuislaan (nu Weeshuislaan)
- 1886 Zeist, Driebergseweg 8: villa Zanthoff
- 1888 Utrecht, Verenigingstraat: 84 werkmanswoningen
- 1889 Utrecht: Oranjesociëteit 'Sic Semper' (Moge het altijd zo blijven), Trans/Nieuwegracht (R)
- 1889 Utrecht: notariskantoor met bovenwoning, Nobelstraat 2
- 1889 Zeist, Lageweg 1a - Driebergseweg 4: villa 'Sunnyside' met stal en koetshuis (G)
- 1889 De Bilt, Dorpsstraat vo Steenstraat 76: villa met paardenstal
- 1890 Utrecht, Oudwijkerlaan 8: Katholiek-Apostolische kerk (G)
- 1890 Amersfoort: villa op Kalfsveld, exacte adres niet bekend
- 1890 Utrecht, Oudegracht 93: werkplaats voor het vervaardigen van gouden voorwerpen. Houtzagers verbouwt deze gebouwen in 1900
- 1891 Kamerik (bij Woerden). Herbouwen landhuis met stal op de hofstede “Landgenoegen”
- 1892/'94 Utrecht: herenhuizen Ramstraat 23-27 (R) en 29
- 1892 Soest: Raadhuis, Steenhoffstraat 2-4 (G)
- 1893 Utrecht: Ambachtsschool met directeurswoning (samen met D. Kruijf), Schoolplein 9 (tot 1931: Schoolplein 28b). Woning: G
- 1893 Woudenberg: Constantiahoeve (R) met koetshuis (R), Zeisterweg 82-84
- 1894 Utrecht: Villa Nieuw Beresteyn, Museumlaan 7 (R)
- 1895 Utrecht: Jansdam 10
- 1895 De Bilt: magazijn (adres nog niet getraceerd)
- 1895 Utrecht: Gebouw De Stichtsche Bank, hoek Vredenburg-Drieharingstraat
- 1895 Utrecht: winkelpui Zadelstraat 30
- 1895 Utrecht: Blok winkelwoonhuizen, Nobelstraat 28-30/Lucasbolwerk 2 (G)
- 1895 Voorschoten: Blok van 14 burgerwoonhuizen, Leidseweg 206-232 (G)
- 1896 De Meern: verbouwing gebouw tot raadhuis gemeente Oudenrijn, Rijksstraatweg 74 (G)
- 1896 Utrecht: kantoor voor Verzekerings Maatschappij 'Kosmos', Choorstraat 2 (R)
- 1896 Utrecht: winkelwoonpand, Choorstraat 6
- 1896 Utrecht: verbouwing drukkerij "Bosch en Zn.", Oudegracht/Korte Nieuwstraat (nogmaals vergroot en verbouwd 1904, 1910, 1922, 1926 en 1928)
- 1896 Utrecht: 43 woningen voor woningbouwvereniging "Concordia", Concordiastraat/Amsterdamsestraatweg
- 1896 Zeist: Villa Anna, Woudenbergseweg 3 (G)
- 1896 Nijkerk: herbouwen en vergroten buitenplaats Voërst
- 1896 Utrecht, Biltstraat 57: verbouwing en bouw werkplaats in de tuin
- 1896 Zeist: vergroten villa Zanthoff
- 1896 Zeist, Slotlaan: 2 kleine villa's onder één dak, exacte adres nog niet bekend
- 1898 Utrecht: herenhuizen voor de  Levensverzekerings Maatschappi "De Utrecht",Emmalaan 1-19/Ramstraat 2-16 (R)
- 1898 Utrecht: verbouwing van een huis tot kinderziekenhuis, Nieuwegracht 137 (R)
- 1898 Utrecht: woonhuizen Wilhelminapark 18-22 (G)
- 1898 Zeist: verbouwing villa 'Parklust'
- 1899 Utrecht: verbouwing Winkel van Sinkel voor bank Vlaer en Kol, Oudegracht (R)
- 1899-1900 Utrecht: restauratie en verbouwing van een pand voor de Utrechtse Hypotheekbank, Drift 17 (R)
- 1899 Utrecht, Goedestraat: vernieuwen en uitbreiden van een aantal huizen
- 1900 Zeist: villa met stal- en koetshuis, Lageweg 1a (G)
- 1900 Utrecht: verbouwing van een fabrieksgebouw, Oudegracht
- 1900-1901 Zeist: verbouwing van het kantoor van de Verzekeringsmaatschappij "Kosmos", Driebergseweg 2
- 1901 Utrecht: verbouwing van een pand tot huishoudschool, Nieuwegracht 135 (R)
- 1902 Zeist: villa met stal en koetshuis

- 1903 Utrecht: Wilhelminapark 44 (G)
- 1903 Utrecht : badhuis Koekoeksplein 4 (G)
- 1904 Utrecht: verbouwing en uitbreiding van het warenhuis van Vroom en Dreesman, Stadhuisbrug. In dezelfde stijl wordt dit pand nogmaals verbouwd en vergroot in 1909, 1914 en 1923 (R)
- 1905 Huis ter Heide: villa
- 1905 Zeist: verbouwing van de buitenplaats Schaerwijde, Utrechtseweg 85-87
- 1907 Utrecht: verbouwing van het winkelpand van Vroom en Dreesman, Lange Viestraat. Verdere verbouwing en uitbreiding door Houtzagers in 1912, 1925 en 1926.
- 1906 Bosch en Duin (gem. Zeist): Villa Amersfoortseweg 29 (G).
- 1906 Utrecht: Ontwerp Circus Maximus voor Lustrum "Germanicus" van het Utrechtsch Studenten Corps
- 1906 Utrecht: Blok winkelwoonhuizen, Korte Jansstraat 1-7/Achter St. Pieter (G)
- 1907 Utrecht: Winkelwoonhuis Korte Jansstraat 11 (?).
- 1907 Utrecht: Verbouwing van het winkelpand van Vroom en Dreesman, Lange Viestraat 9. Verdere verbouwing en uitbreiding in 1912, 1913, 1914, 1925 en 1926
- 1907 Utrecht: Herenhuis Maliebaan 74 (R)
- 1907 Utrecht: Verbouwing Drift 21 (R)
- 1908 Utrecht, park Tivoli: verbouwing concertgebouw
- 1910 Hilversum: herenhuis in opdracht van broer J.D. Houtzagers, Soestdijkerstraatweg 46.
- 1911 Utrecht: Burgemeesrter Reigerstraat 65 (hoek Oudwijkerdwarsstraat)
- 1911-1912 Utrecht: Holy Trinity Church, Van Limburg Stirumplein 2 (R) Afb.
- 1912 Utrecht, Maliesingel 16: verbouwing woonhuis
- 1912 Utrecht, Catharijnesingel 65: verbouwing woonhuis
- 1912 Soest, Lazarusberg: bouwen hoofdgebouw en twee paviljoens voor Gerharda-Sebilla-Verhoeven Stichting
- 1913 Utrecht. Versobering voorgevel Westerkerk, Catharijnekade
- 1913 Utrecht: Badhuis Zonstraat 112a
- 1914 Utrecht: pastorie bij Holy Trinity Church, Van Hogendorpstraat 26 (R)
- 1914 Utrecht, Park Tivoli: vergroten sociëteitsgebouw
- 1915 Utrecht: badhuis Kanaalstraat (later moskee), Kanaalstraat 36-38
- 1915 Utrecht: Rijkslandbouwschool aan het Oppenheimplein
- 1922 Utrecht: Verbouwing en uitbreiding van de drukkerij 'Bosch en Zn.', Korte Nieuwstraat, Utrecht. In 1926 wordt het pand in dezelfde stijl nogmaals verbouwd en uitgebreid
- 1922-1923 De Bilt: Immanuelkerk en pastorie (G), Soestdijkseweg Zuid 49
- 1925 Utrecht: badhuis aan de Thorbeckelaan
- 1925 Utrecht, Groenestraat. Huis ten dienste van Wilhelminakinderziekenhuis
- 1925 Utrecht: Winkelwoonhuizenblok Drift 3-5/Nobelstraat 1-5
- 1926 Utrecht: volksbadhuis aan het Willem van Noortplein 19
- 1927 De Bilt: winkelpand aan de Burgemeester De Withstraat 14
- 1928 Zevenhuizen; gereformeerde kerk, Dorpsstraat 106-108